# Cadel Evans Great Ocean Road Race Women de 2018
A 4.ª edição da clássica ciclista Cadel Evans Great Ocean Road Race Women foi uma carreira na Austrália que se celebrou a 27 de janeiro de 2018 sobre um percurso de 113 km.
A carreira fez parte do Calendário UCI Feminino de 2018, calendário ciclístico feminino dentro da categoria UCI 1.1.
A carreira foi vencida pela corredora australiana Chloe Hosking da equipa Alé Cipollini, em segundo lugar Gracie Elvin (Mitchelton Scott) e em terceiro lugar Giorgia Bronzini (Cylance Pro Cycling).

## Percorrido
O percurso é um pouco similar ao do Campeonato Mundial de Ciclismo em Estrada de 2010 realizado em Melbourne, no entanto, o desenho do circuito foi realizado pelo ex ciclista profissional Scott Sunderland, baixo a supervisão de Cadel Evans. A carreira inicia nos subúrbios de Geelong's Waterfront, logo o pelotão decorre pelos primeiros 30 quilómetros planos até chegar à cidade de Barwon Heads, lugar de nascimento e residência de Cadel Evans. Mais adiante, a carreira desloca-se através da costa pacífica em onde o vento joga um factor determinante para os ciclistas. A seguir, a carreira começa a entrar nos belos lugares de Torquay, um paraíso para os veraneantes e um escape muito querido para os visitantes de todo mundo. Através da rua principal, a carreira encontra-se com a famosa Great Ocean Road onde as numerosas famílias, nadadores e surfistas que se reúnem ao redor das coincididas praias de Torquay farão uma pausa para ver o colorido do pelotão rodar por esta famosa rua australiana. Finalmente, o pelotão dirige-se a um circuito de 3 voltas com várias cotas antes de chegar a meta, onde será a última oportunidade para um oportunista se escapar antes de alçar os braços até meta em Geelong's Waterfront após percorrer 164 quilómetros.

## Equipas participantes
Tomaram parte na carreira 15 equipas: 11 de categoria UCI Women's Team; 3 de categoria nacional e a selecção nacional da Austrália e Nova Zelândia. As equipas participantes foram:
| Equipes femininas profissionais (11)- Mitchelton-Scott - Sunweb - Wiggle High5 - Trek-Drops - Alé Cipollini - Cylance - WaowDeals - Tibco-Silicon Valley Bank - Bepink - Virtu - Sho-Air Twenty20 Equipes nacionais (2)- Austrália - Nova Zelândia |
| |

## Classificação final
- As classificações finalizaram da seguinte forma:[4]

| \| Classificação geral \| Classificação geral \| Classificação geral \| Classificação geral \| Classificação geral \| \| Ciclista \| Ciclista \| Equipe \| Tempo \| \| \| ------------------- \| ------------------- \| -------------------------- \| ------------------- \| ------------------- \| \| 1. \| Chloe Hosking \| Alé Cipollini \| 3h15m54s \| \| \| 2. \| Gracie Elvin \| Mitchelton-Scott \| + 0s \| \| \| 3. \| Giorgia Bronzini \| Cylance \| + 0s \| \| \| 4. \| Audrey Cordon-Ragot \| Wiggle High5 \| + 0s \| \| \| 5. \| Katarzyna Pawłowska \| Virtu Cycling Women \| + 0s \| \| \| 6. \| Lauren Kitchen \| Austrália \| + 0s \| \| \| 7. \| Sharlotte Lucas \| \| + 0s \| \| \| 8. \| Kate McIlroy \| Specialized women's racing \| + 0s \| \| \| 9. \| Amy Cure \| Wiggle High5 \| + 0s \| \| \| 10. \| Anouska Koster \| WaowDeals \| + 0s \| \| |                     |                            |          |
| |                     |                            |          |
| Fonte: ProCyclingStats |                     |                            |          |
| Classificação geral |                     |                            |          |
| Ciclista | Ciclista            | Equipe                     | Tempo    |
| 1. | Chloe Hosking       | Alé Cipollini              | 3h15m54s |
| 2. | Gracie Elvin        | Mitchelton-Scott           | + 0s     |
| 3. | Giorgia Bronzini    | Cylance                    | + 0s     |
| 4. | Audrey Cordon-Ragot | Wiggle High5               | + 0s     |
| 5. | Katarzyna Pawłowska | Virtu Cycling Women        | + 0s     |
| 6. | Lauren Kitchen      | Austrália                  | + 0s     |
| 7. | Sharlotte Lucas     |                            | + 0s     |
| 8. | Kate McIlroy        | Specialized women's racing | + 0s     |
| 9. | Amy Cure            | Wiggle High5               | + 0s     |
| 10. | Anouska Koster      | WaowDeals                  | + 0s     |